# Inka (thức uống)
Inka là một thức uống hạt rang có nguồn gốc từ Ba Lan. Được phát triển vào cuối những năm 1960, Inka đã được sản xuất tại Skawina từ năm 1971, một trung tâm sản xuất cà phê từ đầu thế kỷ 20. Hiện tại nó được sản xuất bởi GRANA Sp. Z O.O. Mặc dù nó được sử dụng với tác dụng thay thế một phần cà phê để giảm bớt tình trạng thiếu cà phê trong những năm 1970, Inka vẫn phổ biến, một phần vì nó không chứa cafein. Nó được xuất khẩu sang Canada và Hoa Kỳ với tên gọi là Naturalis Inka trên bao bì gợi nhớ đến rằng nó có nguồn gốc và được sử dụng ở Ba Lan vào đầu những năm 1990.
Inka là một hỗn hợp rang của lúa mạch đen, lúa mạch, rau diếp xoăn và củ cải đường. Ngũ cốc chiếm 72% thành phần và trong phiên bản cổ điển không có thành phần nhân tạo hoặc các chất phụ gia khác. Các loại thàn phần bổ sung bao gồm phụ gia hoặc hương liệu.
Inka được bán với các loại sau: 
- Inka cổ điển
- Inka Pro-Health – được bổ sung thêm magiê.
- Inka Flavoured – ba loại: với socola, sữa (chứa đường) hoặc caramel.
- Inka Fibre